# Döhlbergen-Hutbergen
Döhlbergen-Hutbergen ist ein Stadtteil der Stadt Verden (Aller) in Niedersachsen.

## Geographie
Der Stadtteil gliedert sich in die beiden namensgebenden Ortschaften, die auf der westlichen Seite der Aller und direkt an der Weser, kurz vor der Allermündung liegen. Hutbergen wird wiederum in Groß- und Klein-Hutbergen unterteilt. Zum Stadtteil gehört außerdem die kleinere Ortschaft Rieda.

## Geschichte
Hutbergen besaß zu Zeiten der regelmäßigen Personenschifffahrt auf der Weser eine Schiffsanlegestelle, von der aus die Stadt Verden Anschluss in Richtung Bremen sowie in Richtung Nienburg–Minden–Oberweser besaß. Heute befindet sich an der Weser noch eine Anlegemöglichkeit.
Hutbergen war 1539 von Hexenverfolgung betroffen. Alleke, Frau von Rode Kopes, geriet in einen Hexenprozess und wurde verbrannt.
Am 1. Juli 1972 wurden die Gemeinden Döhlbergen, Groß Hutbergen und Klein Hutbergen, aus denen dieser Stadtteil gebildet wurde, in die Kreisstadt Verden eingegliedert.

## Politik

### Ortsrat
Der Ortsrat, der den Ortsteil Döhlbergen-Hutbergen vertritt, setzt sich aus elf Mitgliedern zusammen. Die Ratsmitglieder werden durch eine Kommunalwahl für jeweils fünf Jahre gewählt.

Bei der Kommunalwahl 2021 ergab sich folgende Sitzverteilung:
| Ortsrat 2021Insgesamt 11 Sitze - WG DÖR: 4 - WG GRH: 1 - WG KLH: 6 |

### Ortsbürgermeister
Ortsbürgermeister ist Herr Mischa Meininger.